# Кула (Хаваји)
Кула (енгл. Kula) насељено је место за статистичке потребе у америчкој савезној држави Хаваји. По попису становништва из 2010. у њему је живело 6.452 становника.

## Демографија
Према попису становништва из 2010. у граду је живело 6.452 становника.
| Група             | 2000.  | 2010.         |
| Белци             | . (.%) | 3.505 (54,3%) |
| Афроамериканци    | . (.%) | 31 (0,5%)     |
| Азијати           | . (.%) | 1.049 (16,3%) |
| Хиспаноамериканци | . (.%) | 502 (7,8%)    |
| Укупно            | .      | 6.452         |